# Boothiella
Boothiella — рід грибів родини Sordariaceae. Класифіковано у 1962 році.

## Класифікація
До роду Boothiella відносять 1 видів:
- Boothiella tetraspora